# Actinoscirpus grossus
Actinoscirpus grossus är en halvgräsart som först beskrevs av Carl von Linné d.y., och fick sitt nu gällande namn av Paul Goetghebeur och David Alan Simpson. Actinoscirpus grossus ingår i släktet Actinoscirpus och familjen halvgräs.

## Underarter
Arten delas in i följande underarter:
- A. g. grossus
- A. g. kysoor